# Chenhan
Chenhan (kinesiska: 陈汉) är en socken i östra Kina. Den ligger i Susong härad i Anqing i provinsen Anhui, omkring 210 kilometer sydväst om provinshuvudstaden Hefei. Antalet invånare är 16760. Befolkningen består av 8 024 kvinnor och 8 736 män. Barn under 15 år utgör 21,0 %, vuxna 15-64 år 64 %, och äldre över 65 år 13,0 %.